# Copa del Rey de baloncesto 1999
La 63.ª edición de la Copa del Rey de baloncesto se disputó en el Pabellón Fuente de San Luis de Valencia desde el 29 de enero al 1 de febrero de 1999. Fue la segunda edición disputada en Valencia y el TAU Cerámica se proclamó campeón por segunda vez en su historia.
Los equipos participantes fueron: Unicaja Málaga, Real Madrid, TAU Cerámica, Pamesa Valencia, Baloncesto Fuenlabrada, FC Barcelona, Joventut Badalona y Caja San Fernando.

## Cuadro de partidos
|  | Cuartos de final       | Cuartos de final |                   |              | Semifinales | Semifinales |  |                   | Final        | Final        |  |
|  | 29 y 30 de enero       | 29 y 30 de enero |                   |              | 31 de enero | 31 de enero |  |                   | 1 de febrero | 1 de febrero |  |
|  |                        |                  |                   |              |             |             |  |                   |              |              |  |
|  |                        |                  |                   |              |             |             |  |                   |              |              |  |
|  | FC Barcelona           | 87               |                   |              |             |             |  |                   |              |              |  |
|  | FC Barcelona           | 87               |                   |              |             |             |  |                   |              |              |  |
|  | Unicaja                | 72               |                   |              |             |             |  |                   |              |              |  |
|  | Unicaja                | 72               |                   | FC Barcelona | 79          |             |  |                   |              |              |  |
|  |                        |                  |                   | FC Barcelona | 79          |             |  |                   |              |              |  |
|  |                        |                  | Caja San Fernando | 85           |             |             |  |                   |              |              |  |
|  | Pamesa Valencia        | 57               | Caja San Fernando | 85           |             |             |  |                   |              |              |  |
|  | Pamesa Valencia        | 57               |                   |              |             |             |  |                   |              |              |  |
|  | Caja San Fernando      | 58               |                   |              |             |             |  |                   |              |              |  |
|  | Caja San Fernando      | 58               |                   |              |             |             |  | Caja San Fernando | 61           |              |  |
|  |                        |                  |                   |              |             |             |  | Caja San Fernando | 61           |              |  |
|  |                        |                  | TAU Cerámica      | 70           |             |             |  |                   |              |              |  |
|  | Real Madrid            | 89               | TAU Cerámica      | 70           |             |             |  |                   |              |              |  |
|  | Real Madrid            | 89               |                   |              |             |             |  |                   |              |              |  |
|  | Baloncesto Fuenlabrada | 69               |                   |              |             |             |  |                   |              |              |  |
|  | Baloncesto Fuenlabrada | 69               |                   | Real Madrid  | 74          |             |  |                   |              |              |  |
|  |                        |                  |                   | Real Madrid  | 74          |             |  |                   |              |              |  |
|  |                        |                  | TAU Cerámica      | 78           |             |             |  |                   |              |              |  |
|  | Tau Cerámica           | 76               | TAU Cerámica      | 78           |             |             |  |                   |              |              |  |
|  | Tau Cerámica           | 76               |                   |              |             |             |  |                   |              |              |  |
|  | Pinturas Bruguer       | 73               |                   |              |             |             |  |                   |              |              |  |
|  | Pinturas Bruguer       | 73               |                   |              |             |             |  |                   |              |              |  |
|  |                        |                  |                   |              |             |             |  |                   |              |              |  |

## Final
| 1 de febrero | Caja San Fernando                                  | 61–70                              | TAU Cerámica                                             | |  |
| 20:30 GTM+1  | Marcador por tiempos: 32-28, 28-42                 | Marcador por tiempos: 32-28, 28-42 | Marcador por tiempos: 32-28, 28-42                       | |  |
|              | Estadísticas Turner 19 Romero 9 Turner 5 Romero 21 | Reporte Pts Reb Asts Val           | Estadísticas Berić 19 Bonner 9 Bennett, Berić 4 Berić 22 | Pabellón: Pabellón Municipal Fuente de San Luis, Valencia Asistencia: 7,800 espectadores Árbitros: Betancor, Ramos, Martín Bertrán |  |

| Campeones de la Copa del Rey 1999 |
| --------------------------------- |
| TAU Cerámica 2.º título           |

## MVP de la Copa
- Elmer Bennett